# Івашево (сільське поселення Бебелевська сільрада)
Івашево (рос. Ивашево) — присілок в Ферзиковському районі Калузької області Російської Федерації.
Населення становить 10 осіб. Входить до складу муніципального утворення Бебелевська сільрада.

## Історія
Від 2004 року входить до складу муніципального утворення Бебелевська сільрада

## Населення
| 2002 | 2010 | 2011 |
| ---- | ---- | ---- |
| 29   | ↘24  | ↘10  |